# A cseh korona pénzérméi
A cseh korona pénzérméi a jelenlegi cseh fizetőeszköz készpénzállományának részét képezik. A cseh korona bevezetését a csehszlovák állam felbomlása tette szükségessé. A pénzjegynyomda Prágában, a pénzverde viszont Körmöcbányán, szlovák területen volt. Az új cseh érmék egy részének előállítását külföldön kellett megoldani, mivel a körmöcbányai pénzverde el volt foglalva a szlovák érmék előállításával. Így a hellerek nagy részét és a tíz-, húsz- és ötvenkoronásokat eleinte Hamburgban, az egy-, két- és ötkoronásokat Winnipegben verték, később Csehországban is létrehozták a pénzverés feltételeit és 1995 óta minden érmét belföldön készítenek (a Jablonec nad Nisou-i pénzverdében).
A tíz- és húszhellereseket 2003 őszén kivonták a forgalomból, de a Cseh Nemzeti Bank még hat éven át elfogadta őket. A forgalmi érmékből évenként adnak ki díszcsomagolt sorozatokat a gyűjtők számára.
A cseh korona megjelenése óta szinte változatlan formában van jelen. Az 1, 2, 5, 10, 20 és 50 koronás címletű érmék léteznek, amelyek előlapján egy-egy ábra látható, valamint az érme címlete (a koronás címleteken az „Kč”). Az 1 koronás, 2 koronás, 10 koronás 20 koronás és 50 koronás címleteken egységesen a cseh címer körüli „ČESKÁ REPUBLIKA” felirat, a verési év és egy védjegy látható. Az 5 koronás érmén a felirat a címer alatt van.
A korábban készült 10 és 20 helleres címleteket 2003. november 1-jén vonták be, az 50 hellerest pedig 2008. augusztus 31-én.
| kép    | kép    | Névérték | Műszaki paraméterek | Műszaki paraméterek | Műszaki paraméterek | Műszaki paraméterek                                   | Leírás                  | Leírás                                                       | Leírás                                                                               | Dátumok    | Dátumok          | Dátumok             | Dátumok             |
| Előlap | Hátlap | Névérték | Átmérő              | Vastagság           | Tömeg               | Összetétel                                            | Perem                   | Előlap                                                       | Hátlap                                                                               | Első veret | Kibocsátás       | Visszavonás         | Elévülés            |
| ------ | ------ | -------- | ------------------- | ------------------- | ------------------- | ----------------------------------------------------- | ----------------------- | ------------------------------------------------------------ | ------------------------------------------------------------------------------------ | ---------- | ---------------- | ------------------- | ------------------- |
|        |        | 10 h     | 15,5 mm             | 1,7 mm              | 0,6 g               | 99% Al 1% Mg                                          | Sima                    | ČESKÁ REPUBLIKA1, a cseh oroszlán, verési évszám             | Értékjelzés, stilizált folyó                                                         | 1993.      | 1993. május 12.  | 2003. október 31.   | 2009. október 31.   |
|        |        | 20 h     | 17 mm               | 1,7 mm              | 0,74 g              | 99% Al 1% Mg                                          | Recés                   | ČESKÁ REPUBLIKA1, a cseh oroszlán, verési évszám             | Értékjelzés, hárslevél                                                               | 1993.      | 1993. május 12.  | 2003. október 31.   | 2009. október 31.   |
|        |        | 50 h     | 19 mm               | 1,7 mm              | 0,9 g               | 99% Al 1% Mg                                          | Felváltva sima és recés | ČESKÁ REPUBLIKA1, a cseh oroszlán, verési évszám             | Értékjelzés                                                                          | 1993.      | 1993. május 12.  | 2008. augusztus 31. | 2014. augusztus 31. |
|        |        | 1 Kč     | 20 mm               | 1,85 mm             | 3,6 g               | 100% Fe Bevonat: Ni                                   | Recés                   | ČESKÁ REPUBLIKA1, a cseh oroszlán, verési évszám             | Értékjelzés, Szent Vencel koronája                                                   | 1993.      | 1993. június 9.  | Forgalomban         | Forgalomban         |
|        |        | 2 Kč     | 21,5 mm, 11-szögű   | 1,85 mm             | 3,7 g               | 100% Fe Bevonat: Ni                                   | Lekerekített, sima      | ČESKÁ REPUBLIKA1, a cseh oroszlán, verési évszám             | Értékjelzés, nagymorva gombékszer                                                    | 1993.      | 1993. június 9.  | Forgalomban         | Forgalomban         |
|        |        | 5 Kč     | 23 mm               | 1,85 mm             | 4,8 g               | 100% Fe Bevonat: Ni                                   | Sima                    | ČESKÁ REPUBLIKA1, a cseh oroszlán, verési évszám             | Értékjelzés, Károly híd, Moldva, hárslevél                                           | 1993.      | 1993. június 9.  | Forgalomban         | Forgalomban         |
|        |        | 10 Kč    | 24,5 mm             | 2,55 mm             | 7,62 g              | 100% Fe Bevonat: Cu                                   | Recés                   | ČESKÁ REPUBLIKA1, a cseh oroszlán, verési évszám             | Értékjelzés, a Petrov nemzeti emlékmű Brnóban                                        | 1993.      | 1993. május 12.  | Forgalomban         | Forgalomban         |
|        |        | 20 Kč    | 26 mm, 13-szögű     | 2,55 mm             | 8,43 g              | 100% Fe Bevonat: sárgaréz                             | Lekerekített, sima      | ČESKÁ REPUBLIKA1, a cseh oroszlán, verési évszám             | Értékjelzés, I. Vencel cseh fejedelem szobra a Vencel téren, a felirat az emlékműről | 1993.      | 1993. május 12.  | Forgalomban         | Forgalomban         |
|        |        | 50 Kč    | 27,5 mm mag: 17 mm  | 2,55 mm             | 9,7 g               | 100% Fe Gyűrű: Cu bevonat; Mag: 75% Cu 25% Zn bevonat | Sima                    | ČESKÁ REPUBLIKA, a cseh oroszlán, verési évszám, értékjelzés | PRAGA MATER URBIUM2, Prága látképe                                                   | 1993.      | 1993. április 7. | Forgalomban         | Forgalomban         |